# Eduardo Navarro Salvador
Eduardo Navarro Sánchez-Salvador, más conocido como Eduardo Navarro Salvador (Logroño-†Madrid, 22 de abril de 1939) fue un estadístico, periodista y publicista español.

## Biografía
Escritor y militar de profesión, desde principios del siglo xx fue redactor del diario liberal Heraldo de Madrid, así como de El Reformista Pedagógico y de la revista La Escuela Moderna, donde escribió numerosos artículos sobre la educación y el analfabetismo en España y en otros países.
Ya en 1911 había colaborado con el carlista Severino Aznar en un asunto de estadísticas. De inclinaciones germanófilas (argüía que Alemania y Austria eran países laboriosos y cultos que solo querían la victoria para vivir en paz), durante la Primera Guerra Mundial empezó a escribir para el diario tradicionalista El Correo Español, en el que estuvo a cargo de la sección de estadísticas. En 1919 pasó a colaborar con El Siglo Futuro. Fue asimismo redactor de El Correo de Zamora, la Gaceta de los Caminos de Hierro y La Correspondencia de España, entre otros.
Perteneció como estadístico a la Real Sociedad Geográfica. En 1923 Miguel Peñaflor publicó un artículo en el que afirmaba dudar que entre los españoles alfabetos existiese alguno que no hubiese leído trabajos periodísticos de Eduardo Navarro Salvador, a quien definía como un ejemplo de patriota, añadiendo en broma que padecía «la obsesión de las estadísticas».
Dedicado también a la filatelia, en 1928 elaboró sellos con las efigies del papa Pío XI y del rey Alfonso XIII; y en 1930 editó sellos dedicados a Francisco de Goya y dirigió la emisión de una serie de estampillas conmemorativas del descubrimiento de América.
Durante la guerra civil estuvo encarcelado en el Madrid republicano debido a sus afinidades ideológicas. Falleció  a consecuencia de su largo cautiverio en abril de 1939, a los setenta años de edad. La Editorial Tradicionalista y el personal sobreviviente de El Siglo Futuro publicó una esquela en la que se incluía su nombre entre los trabajadores y colaboradores de este diario muertos por los ideales tradicionalistas de «Dios, Patria y Rey». Había quedado viudo un año antes de su muerte. No tuvo hijos.

## Obras
- La mortalidad infantil y la demografía general en España. Años 1859 a 1921 (Madrid, 1922)